# Met Gala
O Met Gala, formalmente chamado de Costume Institute Gala ou Costume Institute Benefit e também conhecido como Met Ball, é uma gala anual de angariação de fundos para o benefício do Metropolitan Museum of Art em Nova Iorque. Marca a abertura da exposição anual de moda do Costume Institute. O evento de cada ano celebra o tema da exposição do Costume Institute daquele ano, e a exposição dá o tom para o traje formal da noite, já que os convidados devem escolher seus figurinos para combinar com o tema da exposição.
O Met Gala foi criado em 1948 como uma forma de arrecadar dinheiro para o recém-fundado Costume Institute e marcar a abertura de sua exposição anual. A primeira gala foi um jantar à meia-noite e os ingressos custaram cinquenta dólares cada. Baseado no legado deixado pela ex-editora-chefe da Vogue Diana Vreeland como "consultora especial" do Costume Institute, desde 1973 o Met Gala se tornou conhecido como um evento de luxo e sucesso de público e é considerado "a joia da coroa social da cidade de Nova Iorque".

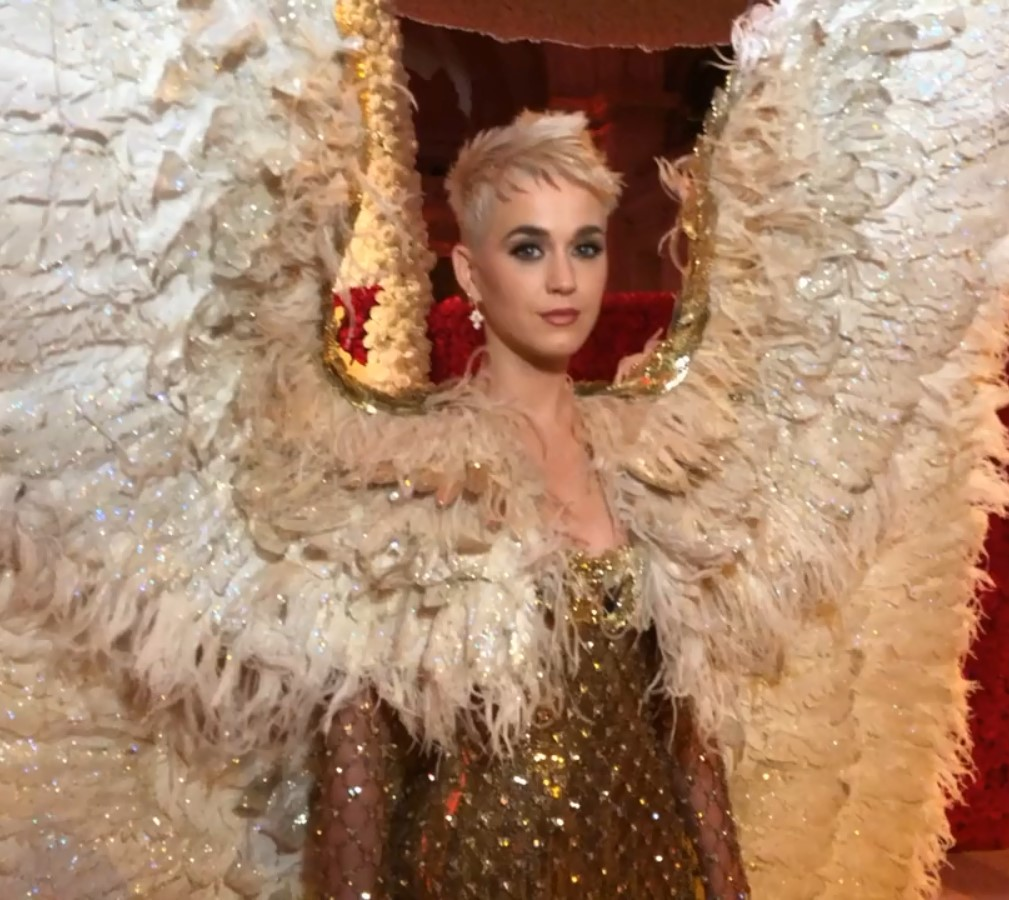
Katy Perry no Met Gala de 2018

O Met Gala é amplamente considerado como um dos eventos sociais mais importantes e exclusivos do mundo. É também uma das maiores noites de angariação de fundos da cidade de Nova Iorque, com nove milhões de dólares em 2013 e um recorde de doze milhões de dólares no ano seguinte. O Met Gala é uma das fontes mais notáveis de financiamento para o Instituto, com contribuições previstas a ultrapassar duzentos milhões de dólares no total após o evento de 2019 desde que Anna Wintour assumiu a presidência do Instituto em 1995.

## Lista de edições do Met Gala
| Data                   | Tema                                                                  | Presidente(s)                                                                                           | Presidente(s) Honorário(s)                      | Patrocinador(es)                                  | Atração Musical          |
| ---------------------- | --------------------------------------------------------------------- | --- | ----------------------------------------------- | ------------------------------------------------- | ------------------------ |
| 21 de março de 1973    | O Mundo de Balenciaga                                                 | — | —                                               | Governo da Espanha                                | —                        |
| 12 de dezembro de 1973 | Anos 10, 20, 30: Roupas Inventivas: 1909-1939                         | Phyllis Ellsworth Dillon                                                                                | —                                               | —                                                 | —                        |
| 20 de novembro de 1974 | Design romântico e glamouroso de Hollywood                            | Jane Engelhard                                                                                          | —                                               | SCM Corporation                                   | —                        |
| 10 de dezembro de 1975 | Mulheres Americanas de Estilo                                         | Jane Engelhard                                                                                          | —                                               | SCM Corporation                                   | —                        |
| 6 de dezembro de 1976  | A Glória dos Trajes Russos                                            | Jacqueline Kennedy Onassis                                                                              | —                                               | SCM Corporation                                   | —                        |
| 12 de dezembro de 1977 | Vanity Fair: Um Achado de Tesouros                                    | Jacqueline Kennedy Onassis                                                                              | —                                               | Halston                                           | —                        |
| 20 de novembro de 1978 | Diaghilev: Trajes e Designs do Ballets Russes                         | Pat Buckley                                                                                             | —                                               | —                                                 | —                        |
| 3 de dezembro de 1979  | Modas da Era Habsburgo: Áustria-Hungria                               | Pat Buckley                                                                                             | —                                               | —                                                 | —                        |
| 9 de dezembro de 1980  | O Dragão Manchu: Trajes da China, a Dinastia Chi'ng                   | Pat Buckley                                                                                             | —                                               | —                                                 | —                        |
| 7 de dezembro de 1981  | A Mulher do Século XVIII                                              | Pat Buckley                                                                                             | —                                               | Merle Norman Cosmetics                            | —                        |
| 6 de dezembro de 1982  | La Belle Époque                                                       | Pat Buckley                                                                                             | —                                               | Pierre Cardin                                     | —                        |
| 5 de dezembro de 1983  | Yves Saint Laurent: 25 Anos de Design                                 | Pat Buckley                                                                                             | —                                               | Gustave Zumsteg                                   | —                        |
| 3 de dezembro de 1984  | Homem e o Cavalo                                                      | Pat Buckley                                                                                             | —                                               | Ralph Lauren                                      | —                        |
| 9 de dezembro de 1985  | Trajes da Índia Real                                                  | Pat Buckley                                                                                             | —                                               | Ratti Fundação Christian Humann                   | —                        |
| 8 de dezembro de 1986  | Dança                                                                 | Pat Buckley                                                                                             | —                                               | Shiseido                                          | —                        |
| 7 de dezembro de 1987  | Um Tributo a Diana Vreeland                                           | Pat Buckley                                                                                             | —                                               | Reliance Group Holdings                           | —                        |
| 5 de dezembro de 1988  | De Rainha à Imperatriz: Vestido Vitoriano 1837-1877                   | Pat Buckley                                                                                             | —                                               | The Leslie Fay Companies                          | —                        |
| 4 de dezembro de 1989  | A Era de Napoleão: Trajes da Revolução ao Império, 1789-1815          | Pat Buckley                                                                                             | —                                               | Wolfgang Flöttl                                   | —                        |
| 3 de dezembro de 1990  | Théâtre de la Mode - Bonecas Fashion: A Sobrevivência da Alta-Costura | Pat Buckley                                                                                             | —                                               | Wolfgang Flöttl                                   | —                        |
| 9 de dezembro de 1991  | Nenhum tema, pois não ocorreu nenhuma exposição de trajes simultânea  | Pat Buckley                                                                                             | —                                               | —                                                 | —                        |
| 7 de dezembro de 1992  | Moda e História: Um Diálogo                                           | Pat Buckley                                                                                             | —                                               | —                                                 | —                        |
| 6 de dezembro de 1993  | Diana Vreeland: Estilo Imoderado                                      | Pat Buckley                                                                                             | —                                               | —                                                 | —                        |
| 5 de dezembro de 1994  | Orientalismo: Visões do Oriente em Trajes Ocidentais                  | Pat Buckley Oscar de la Renta Bill Blass                                                                | —                                               | —                                                 | —                        |
| 4 de dezembro de 1995  | Alta-Costura                                                          | Anna Wintour Annette de la Renta Clarissa Bronfman                                                      | Karl Lagerfeld Gianni Versace                   | Karl Lagerfeld para Chanel Gianni Versace         | —                        |
| 9 de dezembro de 1996  | Christian Dior                                                        | Elizabeth Tilberis Marie-Chantal, Princesa Herdeira da Grécia Helene David-Weill                        | —                                               | Dior LVMH                                         | —                        |
| 8 de dezembro de 1997  | Gianni Versace                                                        | Anna Wintour Julia Koch Patrick McCarthy                                                                | —                                               | Fundação David H. Koch VH1 Fairchild Publications | Sting                    |
| 7 de dezembro de 1998  | Cubismo e Moda                                                        | Anna Wintour Miuccia Prada Paula Cussi Pia Getty                                                        | —                                               | Prada                                             | —                        |
| 6 de dezembro de 1999  | Estilo Rock                                                           | Anna Wintour Tommy Hilfiger Aerin Lauder                                                                | —                                               | Tommy Hilfiger                                    | —                        |
| 23 de abril de 2001    | Jacqueline Kennedy: Os Anos da Casa Branca                            | Anna Wintour Christina e Lindsay Owen-Jones Annette e Oscar de la Renta Carolina Herrera                | Caroline Kennedy Edwin A. Schlossberg           | L'Oréal                                           | —                        |
| 28 de abril de 2003    | Deusa: O Modo Clássico                                                | Anna Wintour Tom Ford Nicole Kidman                                                                     | —                                               | Gucci                                             | —                        |
| 26 de abril de 2004    | Ligações Perigosas: Moda e Móveis no Século 18                        | — | Jacob Rothschild Jayne Wrightsman               | Gucci                                             | —                        |
| 2 de maio de 2005      | A Casa de Chanel                                                      | Anna Wintour Karl Lagerfeld Nicole Kidman                                                               | Caroline, Princesa de Hanôver                   | Chanel                                            | —                        |
| 1 de maio de 2006      | AngloMania: Tradição e Transgressão na Moda Britânica                 | Anna Wintour Christopher Bailey Sienna Miller                                                           | Rose Marie Bravo Duque de Devonshire            | Burberry                                          | —                        |
| 7 de maio de 2007      | Poiret: Rei da Moda                                                   | Anna Wintour Cate Blanchett Nicolas Ghesquière                                                          | François-Henri Pinault                          | Balenciaga                                        | —                        |
| 5 de maio de 2008      | Super-heróis: Moda e Fantasia                                         | Anna Wintour George Clooney Julia Roberts                                                               | Giorgio Armani                                  | Giorgio Armani                                    | —                        |
| 4 de maio de 2009      | A Modelo como Musa: Incorporando Moda                                 | Anna Wintour Kate Moss Justin Timberlake                                                                | Marc Jacobs                                     | Marc Jacobs                                       | —                        |
| 3 de maio de 2010      | Mulher Americana: Moldando uma Identidade Nacional                    | Anna Wintour Oprah Winfrey Patrick Robinson                                                             | —                                               | Gap                                               | Lady Gaga                |
| 2 de maio de 2011      | Alexander McQueen: Beleza Selvagem                                    | Anna Wintour Colin Firth Stella McCartney                                                               | François-Henri Pinault Salma Hayek              | Alexander McQueen                                 | Florence and the Machine |
| 7 de maio de 2012      | Schiaparelli e Prada: Conversas Impossíveis                           | Anna Wintour Carey Mulligan Miuccia Prada                                                               | Jeff Bezos                                      | Amazon                                            | Bruno Mars               |
| 6 de maio de 2013      | Punk: Caos à Alta-costura                                             | Anna Wintour Rooney Mara Lauren Santo Domingo Riccardo Tisc                                             | Beyoncé                                         | Moda Operandi                                     | Kanye West               |
| 5 de maio de 2014      | Charles James: Além da Moda                                           | Aerin Lauder Anna Wintour Bradley Cooper Oscar de la Renta Sarah Jessica Parker Lizzie e Jonathan Tisch | —                                               | AERIN                                             | Frank Ocean              |
| 4 de maio de 2015      | China: Através do Espelho                                             | Anna Wintour Jennifer Lawrence Gong Li Marissa Mayer Wendi Murdoch                                      | Silas Chou                                      | Yahoo!                                            | Rihanna                  |
| 2 de maio de 2016      | Manus x Machina: Moda em uma Era de Tecnologia                        | Anna Wintour Taylor Swift Idris Elba Jonathan Ive                                                       | Nicolas Ghesquière Karl Lagerfeld Miuccia Prada | Apple                                             | The Weeknd               |
| 1 de maio de 2017      | Rei Kawakubo/Comme des Garçons: A Arte do Meio                        | Anna Wintour Gisele Bündchen e Tom Brady Katy Perry Pharrell Williams                                   | Rei Kawakubo                                    | Apple Condé Nast Farfetch H&M Maison Valentino    | Katy Perry               |
| 7 de maio de 2018      | Corpos Celestiais: Moda e Imaginação Católica                         | Anna Wintour Amal Clooney Rihanna Donatella Versace                                                     | Christine e Stephen A. Schwarzman               | Christine e Stephen A. Schwarzman Versace         | Madonna                  |
| 6 de maio de 2019      | Camp: Notas sobre Moda                                                | Anna Wintour Lady Gaga Harry Styles Serena Williams Alessandro Michele                                  | —                                               | Gucci                                             | Cher                     |
| 4 de maio de 2020      | Sobre o Tempo: Moda e Duração                                         | Anna Wintour Meryl Streep Emma Stone Lin-Manuel Miranda Nicolas Ghesquiere                              | —                                               | Louis Vuitton                                     | —                        |
| 13 de setembro de 2021 | Na América: Um Léxico da Moda                                         | Timothée Chalamet Billie Eilish Amanda Gorman Naomi Osaka                                               | Tom Ford Adam Mosseri Anna Wintour              | Instagram                                         | Justin Bieber            |
| 2 de maio de 2022      | Na América: Uma Antologia da Moda                                     | Blake Lively Ryan Reynolds Lin-Manuel Miranda Regina King                                               | Tom Ford Adam Mosseri Anna Wintour              | Instagram                                         | Lenny Kravitz            |
| 1 de maio de 2023      | Karl Lagerfeld: Uma Linha de Beleza                                   | Anna Wintour Dua Lipa Michaela Coel Penelope Cruz Roger Federer                                         | —                                               | —                                                 | —                        |
| 6 de maio de 2024      | Belas Adormecidas: O Despertar da Moda                                | Anna Wintour Zendaya Bad Bunny Chris Hemsworth Jennifer Lopez                                           | Jonathan Anderson Shou Zi Chew                  | TikTok Loewe                                      | —                        |
| 5 de maio de 2025      | Superfine: Costurando o estilo negro                                  | Anna Wintour Pharrell Williams A$AP Rocky Colman Domingo Lewis Hamilton                                 | LeBron James                                    | Louis Vuitton                                     |                          |

Notas
1. ↑  Cancelado devido à pandemia de COVID-19.